# Lophiocharon
Lophiocharon is een geslacht van straalvinnige vissen uit de familie van voelsprietvissen (Antennariidae).

## Soorten
- Lophiocharon hutchinsi Pietsch, 2004
- Lophiocharon lithinostomus (Jordan & Richardson, 1908)
- Lophiocharon trisignatus (Richardson, 1844)